# Marc Jailloux
Marc Jailloux
Marc Jailloux est un dessinateur de bande dessinée français, né le 25 juin 1973 à Bordeaux.
Il est notamment connu pour son travail sur plusieurs albums de la série de bande dessinée Alix, créée par Jacques Martin,.

## Biographie
Marc Jailloux, ancien étudiant de l'École du Louvre et des Gobelins, entame sa carrière en 1994 dans l'industrie du dessin animé et des jeux vidéo.
En 2005, il rejoint l'atelier de Gilles Chaillet, un collaborateur renommé de Jacques Martin. Sous sa tutelle, il débute en tant qu'assistant sur le quatrième tome de la série La Dernière Prophétie, puis le diptyque Vinci.
En janvier 2011, plus de vingt ans après sa création par Jacques Martin, Marc Jailloux reprend la série Orion. Il livre en tant que scénariste et dessinateur un quatrième épisode intitulé Les Oracles.
Cette réalisation attire l'attention du comité Martin qui lui confie le dessin du personnage d'Alix pour les albums La Dernière Conquête (2013), Britannia (2014), Par-delà le Styx (2015), Le Serment du gladiateur (2017), Les Helvètes (2019) et Le Bouclier d'Achille (2023).
En 2019, il participe également en tant que dessinateur au premier titre de la série Un pape dans l'Histoire.
Depuis 2021, il dessine la série Le Sang des Valois, écrite par Didier Decoin et Jérôme Clément.

## Publications
- Sangsuc, Pointe noire, 2002  (ISBN 284553048X).
- Necrolympia (dessin), avec Stéphane Beauverger (scénario), Panini Comics, 2005  (ISBN 2845383762).
- Orion t. 4 : Les Oracles, Casterman, 2011  (ISBN 978-2-203-01474-9).
- Alix (dessin), avec divers scénaristes, Casterman :

1. La Dernière Conquête (scénario de Géraldine Ranouil), 2013  (ISBN 978-2-203-01725-2)
2. Britannia (scénario de Mathieu Bréda), 2014  (ISBN 978-2-203-07401-9)
3. Par-delà le Styx (scénario de Mathieu Bréda), 2015  (ISBN 978-2-203-09369-0)
4. Le Serment du gladiateur (scénario de Mathieu Bréda), 2017  (ISBN 978-2-203-11809-6)
5. Les Helvètes (scénario de Mathieu Bréda), 2019  (ISBN 978-2-203-16662-2)
6. Le Bouclier d'Achille (scénario de Roger Seiter), 2023  (ISBN 9782203232785)
7. Le Royaume Interdit (scénario de Roger Seiter), 2025  (ISBN 9782203255692)

- Un pape dans l'histoire t. 1 : Saint Pierre, une menace pour l'Empire romain (dessin), avec Patrice Perna (scénario), Glénat / Le Cerf, 2019  (ISBN 9782344028384).
- Le Sang des Valois (dessin), avec Didier Decoin (scénario), Glénat :

1. L'Homme du fleuve, 2021  (ISBN 9782331052040).
2. Le Maître des fous, 2023  (ISBN 978-2344048368).